# Яковлев, Михаил Александрович
Михаи́л Алекса́ндрович Я́ковлев — генерал-майор, член государственной военной коллегии

## Биография
На службу поступил 1 января 1735 года. В 1741 году был произведён в прапорщики в Бутырском пехотном полку с назначением флигель-адъютантом подпоручичьего ранга. Во время русско-шведской войны 1741—1743 годов и до её начала Яковлев неоднократно назначался курьером как внутри государства, так и вне его для исполнения поименных указов и курьером от командующих генералов разных секретных поручений. Кроме того, как боевой офицер, Яковлев отличился в 1741 году в сражении под Вильманстрандом, в 1742 году — под Фридрихсгамом, Засекой, Барговом и при осаде Гельсингфорса.
В 1743 году он сражался на галерах. Произведённый 1 января 1744 года в капитаны, Михаил Яковлев, сначала перевёлся в первый Московский, а после того в Лейб-кирасирский полк.
В 1751 году он был назначен генерал-адъютантом, в 1755 году произведён в полковники, 30 января 1761 года — в бригадиры и 3 марта 1763 года — в генерал-майоры.